# Wilhelm Petzold

Wilhelm Petzold

Wilhelm Petzold (* 12. August 1898 in Steglitz bei Berlin; † 2. Mai 1945 in Berlin-Charlottenburg) war ein deutscher Politiker (NSDAP).

## Leben
Wilhelm Petzold nahm von 1917 bis 1918 mit dem Infanterie-Regiment Nr. 116 am Ersten Weltkrieg teil, in dem er an der Westfront eingesetzt wurde. Von 1919 bis 1921 absolvierte er eine kaufmännische Lehre. Anschließend arbeitete er bis 1932 als kaufmännischer Angestellter.
Zum 1. Mai 1930 trat Petzold in die NSDAP ein (Mitgliedsnummer 237.453), für die er schließlich als hauptberuflicher Funktionär tätig wurde: Von 1932 bis 1933 amtierte er als Geschäftsführer des Gaues Groß Berlin. Anfang 1933 übernahm er dann den Posten des Adjutanten des stellvertretenden Gauleiters von Groß-Berlin, Arthur Görlitzer, der anstelle des nominellen Gauleiters mit der Führung der Tagesgeschäfte des Gaues betraut war.
Anlässlich der Reichstagswahl vom November 1933 erhielt Petzold ein Mandat für den nationalsozialistischen Reichstag. In diesem vertrat er anschließend knapp elfeinhalb Jahre lang, von November 1933 bis zum Ende der NS-Herrschaft im Frühjahr 1945, den Wahlkreis 2 (Berlin West) als Abgeordneter.
Er schloss sich auch der SS an (SS-Nummer 18.057), in der er 1934 zum SS-Untersturmführer befördert wurde.
Von April 1942 bis Ende des Zweiten Weltkriegs bekleidete Petzold den Posten des Bezirksbürgermeisters von Weißensee.
Während des Krieges wurde Petzold als Offizier reaktiviert. In dieser Eigenschaft wurde er bis zum Major d. R. befördert.
Petzold verübte kurz vor Ende des Zweiten Weltkrieges in Berlin Suizid.